# 탈리아 (무사)

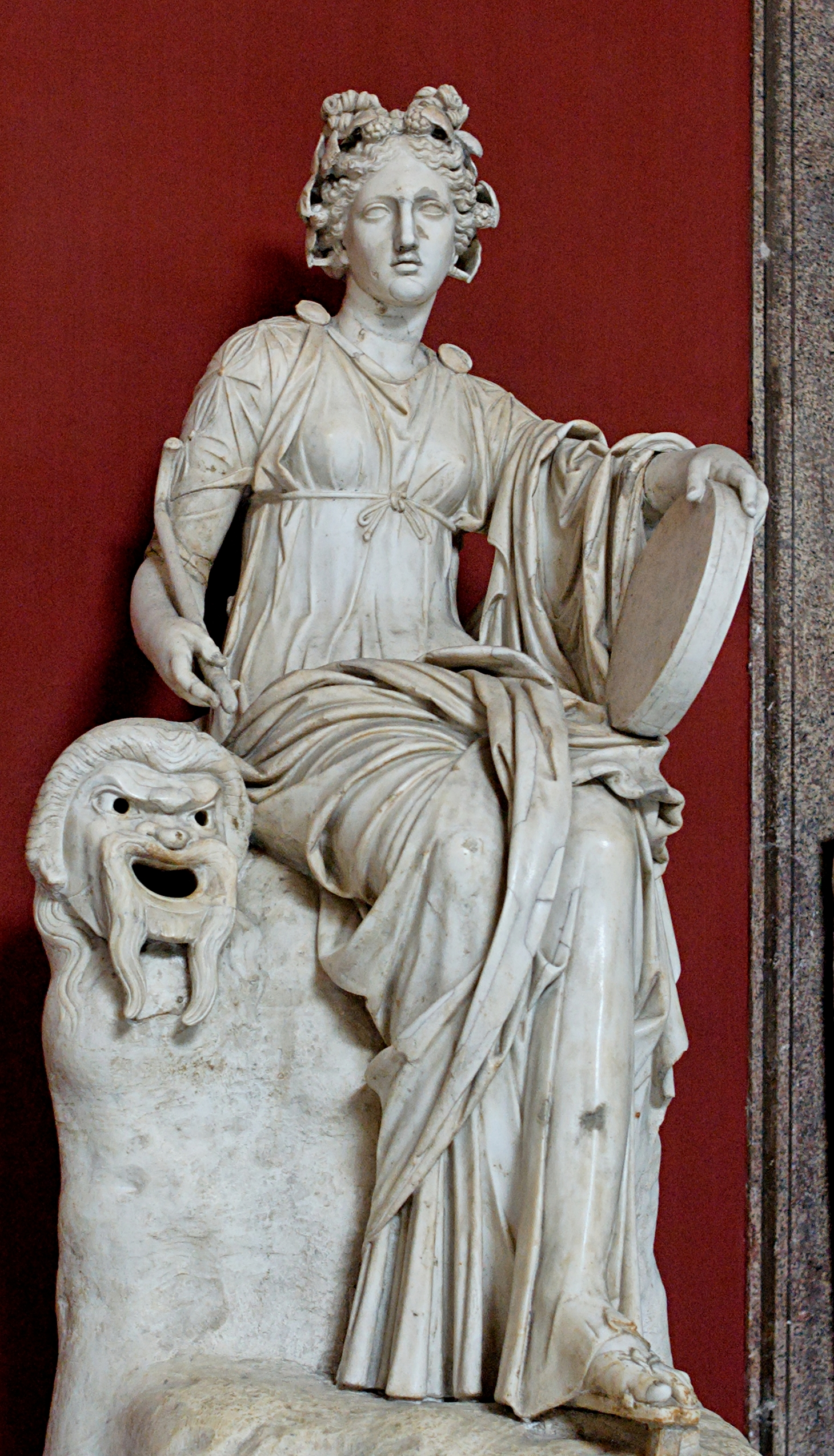
탈리아, 희극의 무사.

탈리아(Thalia)는 그리스 신화에 나오는 무사의 하나로 희극을 맡고 있는 여신이다. 이름의 뜻은 "풍요와 환성"이다. 제우스와 므네모시네 사이에서 태어났다.
희극과 전원시의 무사인 탈리아는 그녀의 노래에서 이름의 뜻에 걸맞은 풍요로움을 칭송하기도 한다. 아홉 무사이 중에서 여덟 번째로 태어났으며 아폴론과의 사이에서 코리반트들을 낳았다. 여러 작품에서 탈리아는 담쟁이덩굴 화관을 쓰고 희극적인 표정의 가면과 양치기의 지팡이를 들고 있는 모습으로 묘사된다.

## 같이 보기
- 탈리아 (카리테스)
- 비블리오테케